# Diyan Dimov
Diyan Dimov (tiếng Bulgaria: Диян Димов; sinh 27 tháng 9 năm 1985) là một cầu thủ bóng đá Bulgaria thi đấu ở vị trí tiền vệ và đội trưởng Dunav Ruse.